# Јастрабје при Михаловцима
Јастрабје при Михаловцима (слч. Jastrabie pri Michalovciach) насељено је мјесто са административним статусом сеоске општине (слч. obec) у округу Михаловце, у Кошичком крају, Словачка Република.

## Становништво
| Година:    | 1994. | 2004.    | 2014.    | 2024.   |
| ---------- | ----- | -------- | -------- | ------- |
| Број људи: | 286   | 338      | 293      | 287     |
| Разлика:   |       | +18,18 % | -13,31 % | -2,04 % |

| Година:    | 2023. | 2024.   |
| ---------- | ----- | ------- |
| Број људи: | 289   | 287     |
| Разлика:   |       | -0,69 % |

Према подацима о броју становника из 2011. године насеље је имало 294 становника.